# Quicksys RegDefrag
Quicksys RegDefrag — бесплатная утилита, которая предоставляет пользователям мощный и простой в использовании инструмент для дефрагментации системного реестра в 32-битных и 64-разрядных операционных системах Microsoft Windows.

## Описание
Утилита производит оптимизацию системного реестра, удаляет неверные ключи и пробелы, а также освобождает неиспользуемое пространство файлами в реестре для достижения быстрой загрузки и увеличения производительности системы. Перед началом анализа и сканирования системы требуется закрыть все запущенные программы. К версии 2.9 программа была переведена на 23 языка (включая русский язык).

## Возможности
- Быстрая дефрагментация.
- Дефрагментация свободного места на дисках.
- Быстрая загрузка приложений.
- Простой в использовании графический интерфейс.
- Быстрый анализ всего реестра.
- Резервное копирование.
- Создание отчётов в формате HTML.
- Интернациональная поддержка.